# Hollandsche IJzeren Spoorweg-Maatschappij

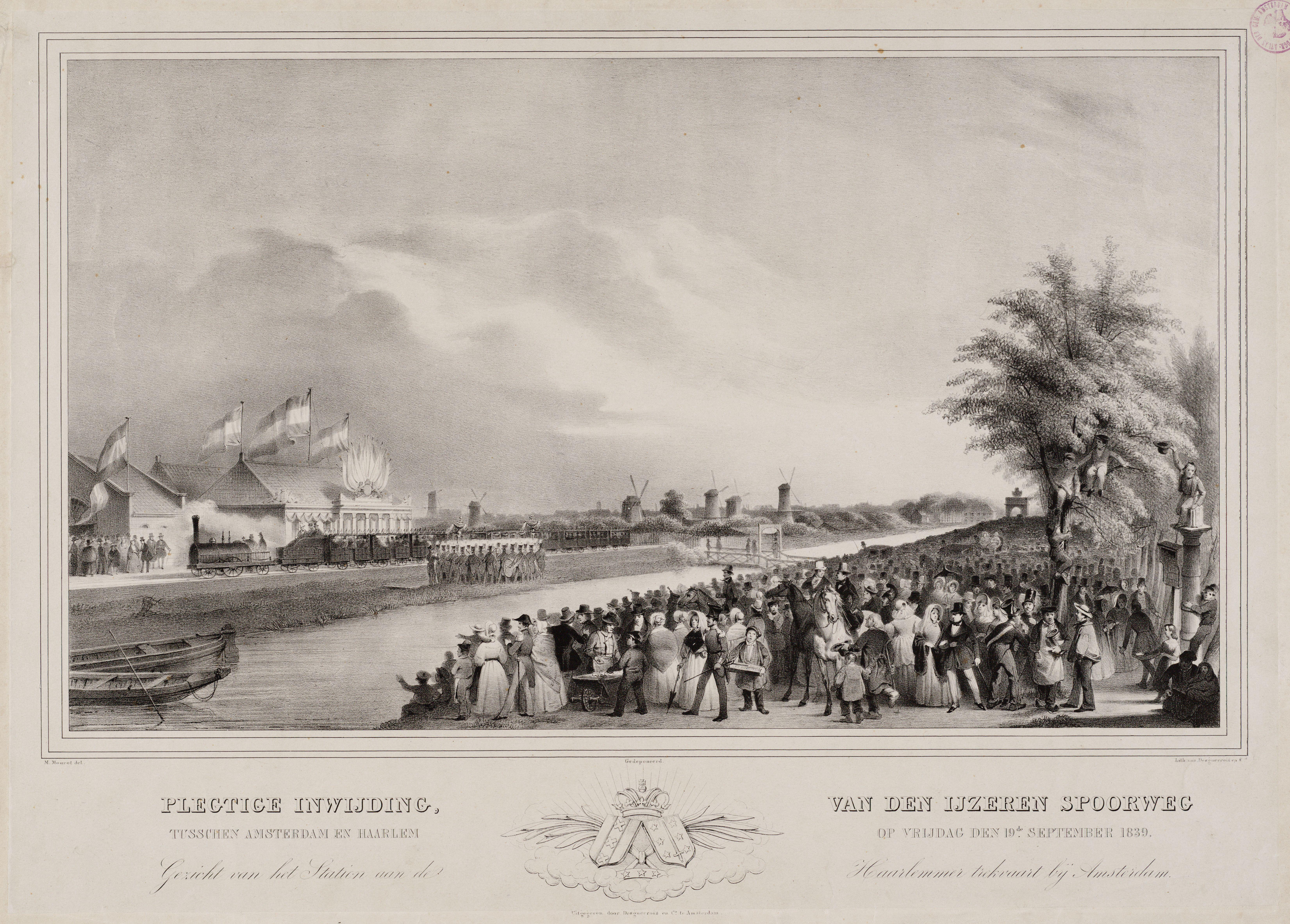
De eerste trein van de HIJSM vertrekt op 20 september 1839 van Station d'Eenhonderd Roe bij Amsterdam naar Haarlem.

De Hollandsche IJzeren Spoorweg-Maatschappij (HIJSM of HSM) werd op 8 augustus 1837 te Amsterdam opgericht en was de eerste Nederlandse spoorwegmaatschappij. De oprichters waren de civiel ingenieur Willem Christiaan Brade en de zakenmannen Serrurier en Le Chevalier, allen uit Amsterdam.

## De Oude Lijn
De eerste spoorweg die de HSM aanlegde was de lijn van Amsterdam naar Haarlem, die op 20 september 1839 voor het publiek werd opengesteld. Hij bereikte Leiden in 1842, Den Haag in 1843 en Delft en Rotterdam in 1847. Deze lijn wordt ook wel de Oude Lijn genoemd. De aanleg van het traject tussen Den Haag en Rotterdam ondervond vertraging door een geschil met een grondeigenaar, beschreven in Het Laantje van Van der Gaag.
Deze eerste spoorlijn werd aangelegd met een spoorwijdte van 1945 mm. Alle latere spoorlijnen werden aangelegd met het inmiddels gebruikelijke normaalspoor (1435 mm). In 1866 was al het breedspoor omgebouwd tot normaalspoor.
Van het originele breedspoormaterieel is niets bewaard gebleven. Vanwege het 100-jarig jubileum in 1939, werd in 1938 van een van de eerste Nederlandse stoomlocomotieven De Arend met drie bijpassende personenwagons een replica gemaakt. Later kwam deze als statisch monument in het Nederlands Spoorwegmuseum te Utrecht. Bij de viering van het 150-jarig jubileum in 1989 werd de loc weer rijvaardig gemaakt. Bij speciale gelegenheden werd de locomotief weer onder stoom gebracht om op het terrein van het Spoorwegmuseum ritjes te maken. Hiervoor ligt een stuk breedspoor op het museumterrein. Sinds 2005 is deze trein onderdeel van de presentatie "De Grote Ontdekking" in het museum.
Het eerste station dat Amsterdam bediende was d'Eenhonderd Roe en lag ongeveer ter hoogte van de huidige Fannius Scholtenstraat / Polonceaukade. Destijds was dit nog grondgebied van de buurgemeente Sloten.
In 1842 kwam er een station bij de Willemspoort, de huidige Haarlemmerpoort, aan de westkant van de stad. Achter de poort lag een brug over de Singelgracht en daarachter lag het station, dus op de plek waar sinds 1890 het Westerpark ligt. Verderop, richting centrum, aan de Haarlemmerhouttuinen bij het Singel, verrees in 1884 het hoofdkantoor van de maatschappij, gebouw Droogbak, ontworpen door Christiaan Posthumus Meyjes sr.. Van 1878 tot 1889 was het Station Westerdok aan het Droogbak vertrekpunt voor de treinen van de HIJSM naar Haarlem en Zaandam, tot de opening op 15 oktober 1889 van het Centraal Station.
Het eerste station van Haarlem (het huidige is het vierde) was op de plek waar nu de Hoofdwerkplaats Haarlem ligt. In Leiden, Den Haag, Delft en Schiedam kwamen de stations te liggen op de nu nog in gebruik zijnde locaties, net buiten de Singelgracht. In Rotterdam eindigde de lijn tot 1877 bij de Delftsche Poort (station Delftsche Poort, daarna lag het nabij het huidige Stationsplein. Het werd in 1957 vervangen door het Centraal Station).

## Andere lijnen in Nederland
Na de aanleg van de Oude Lijn kwamen er in de 19e eeuw nog diverse spoor- en tramlijnen bij, voornamelijk in Holland, zoals de Staatslijn K (Den Helder – Amsterdam (vanaf 1865); ook de Zaanlijn) werd door de HSM geëxploiteerd. Daarvoor legde de HIJSM in 1867 de lijn Haarlem – Velsen-IJmuiden Oost – Uitgeest aan. In 1883 werd een zijtak van Velsen-IJmuiden Oost naar IJmuiden aangelegd, later ook wel de IJmondlijn genoemd.
Andere spoorlijnen die door de HSM in exploitatie werden genomen waren: Heerhugowaard - Hoorn, Sint Pancras – Broek op Langedijk, Rotterdam DP – Rotterdam Maas.
Ook in het Gooi was de HSM een belangrijke spoorwegmaatschappij. Dit kwam door de aanleg van de Oosterspoorweg op de route Amsterdam – Hilversum – Amersfoort – Apeldoorn – Zutphen. Vanuit Hilversum werd een zijtak aangelegd naar Station Utrecht Maliebaan met aansluiting bij Lunetten op de spoorlijn van de Staatsspoorwegen. Deze lijnen werden geopend in de jaren 1874 tot 1876.

### Statistieken
| Jaar | Aantal reizigers | Vervoersomvang (in kg) | Omzet (ƒ)  | Opmerkingen                                                                           |
| ---- | ---------------- | ---------------------- | ---------- | ------------------------------------------------------------------------------------- |
| 1839 | 77.763           | 12.793                 | 41.765,19  | Start vanaf 20 september                                                              |
| 1840 | 349.994          | 183.351                | 168.833,30 |                                                                                       |
| 1841 | 292.556          | 208.159                | 136.698,61 |                                                                                       |
| 1842 | 364.081          | 277.367                | 210.574,34 | Uitbreiding tot station Veenenburg per 2 juni, tot station Leiden per 17 augustus     |
| 1843 | 466.468          | 297.633                | 335.898,90 | Uitbreiding tot station Voorschoten per 1 mei, tot station Den Haag HS per 6 december |
| 1844 | 632.568          | 1.649.823              | 589.230,42 |                                                                                       |
| 1845 | 626.316          | 2.766.207              | 643.985,58 |                                                                                       |

## Ook spoorlijnen elders in het land
Verder nam de HIJSM de exploitatie van de Amersfoort – Kesteren en de Dordrecht – Elst, met verbinding naar Nijmegen / Kleef en verder, over van de Staatsspoorwegen. In 1886 werd deze lijn geopend en was tot de Tweede Wereldoorlog een belangrijke internationale verbinding zowel voor personen als goederen.
De HSM verzorgde vanaf 1885 ook de verbinding Amsterdam – Leeuwarden via de Zuiderzee. Deze bestond in feite uit twee spoorlijnen: spoorlijn Amsterdam – Enkhuizen en spoorlijn Stavoren – Leeuwarden. Vanuit Amsterdam reed de trein naar station Enkhuizen aan de haven. Per stoomschip werden de reizigers overgevaren naar station Stavoren, dat ook aan de haven ligt. Vandaar kon de reis per trein naar Leeuwarden worden voltooid. Ook werden per spoorpont goederenwagens overgezet. Na de fusie met de Staatsspoorwegen in 1919 boette deze verbinding sterk aan belang in, nu men ook via Zwolle naar Leeuwarden kon reizen.

## Exploitatie van lijnen van andere maatschappijen
Voorts werden voor andere maatschappijen spoorlijnen door de HSM geëxploiteerd. Dit gold onder andere voor:
- De lijnen van de GOLS: Zevenaar – Doetinchem – Winterswijk, Winterswijk GOLS – Neede, Doetinchem – Ruurlo – Neede – Boekelo – Hengelo GOLS, Boekelo – Enschede GOLS;
- De lijnen van de KNLS: Apeldoorn – Dieren, Apeldoorn – Hattemmerbroek, Apeldoorn – Deventer, Deventer – Almelo;
- De lijn van EO: Enschede – Oldenzaal en
- De lijn van HN: Hoorn – Medemblik.

Ook werd de exploitatie van voorheen door andere maatschappijen geëxploiteerde lijnen overgenomen:
- De lijn Nijmegen – Groesbeek grens – Cleve van NSM en KPEV;
- Haarlem – Zandvoort van de HZSM;
- Stavoren – Leeuwarden, Dordrecht – Elst, Vork - Ressen-Bemmel van de Staat der Nederlanden. Bij andere spoorlijnen had de HSM medegebruik van de Staatsspoorwegen (SS).

Na 1900 kwamen ook de volgende (lokaal)spoorlijnen nog bij de HSM in exploitatie. Een aantal van deze spoorlijnen werd later door de HSM in eigendom verworven.
- Van de NFLS: Leeuwarden – Stiens – Metslawier, Metslawier – Anjum, Stiens – Harlingen, Tzummarum – Franeker Halte;
- Van de ZHESM: Den Haag HS – Scheveningen en Rotterdam Hofplein – Den Haag;
- Van de AEE: Ahaus - Enschede Zuid;
- Van de DV: Dinxperlo – Varsseveld;
- Van de NH: Neede – Goor – Rijssen – Nijverdal – Hellendoorn;
- Van de HESM (Haarlemmermeerspoorlijnen): Haarlem – Hoofddorp – Aalsmeer, Aalsmeer – Uithoorn – Nieuwersluis, Hoofddorp – Leiden Heerensingel, Aalsmeer – Bovenkerk – Amsterdam Willemspark, Bovenkerk – Uithoorn, Uithoorn – Nieuwveen – Alphen aan den Rijn, Nieuwveen – Ter Aar;
- Van de KNLS: Hattem – Kampen Zuid;
- Van de SN: Noord Scharwoude aansluiting - dorp.

## Stoomtrams van de HSM in Noord-Holland
De HSM heeft naast diverse lijnen in andere provincies in Noord-Holland acht stoomtramlijnen in exploitatie gehad. De eerste werd in bedrijf gesteld in 1882, de laatste in 1913. De laatste van deze stoomtramlijnen werd opgeheven in 1955. Voor goederenverkeer bleef de laatste lijn nog in gebruik tot 1968.
- Beverwijk – Wijk aan Zee
- Bussum – Huizen
- Kwadijk – Volendam
- Hoorn – Schellinkhout – Venhuizen – Bovenkarspel-Grootebroek (– Enkhuizen)
- Wognum – Schagen
- Van Ewijcksluis – Schagen
- Alkmaar – Schagen
- Alkmaar – Bergen aan Zee
- Egmond aan Zee – Alkmaar

## Stoomtrams van de HSM elders in Nederland
- Tramlijn Haarlem - Leiden
- Tramlijn Leiden - Katwijk
- Tramlijn Rijnsburg - Noordwijk
- Tramlijn Den Haag HSM - Scheveningen Strand
- Tramlijn Den Haag - Loosduinen - Naaldwijk / 's-Gravenzande
- Tramlijn Groenlo - Lievelde
- Tramlijn Oldenzaal - Denekamp
- Tramlijn Oldenzaal - Gronau

## Belangengemeenschap en fusie
Op 1 januari 1917 werd samen met de Maatschappij tot Exploitatie van Staatsspoorwegen de belangenmaatschap Nederlandse Spoorwegen opgericht. Dit mondde uit in een fusie en de oprichting van de N.V. Nederlandsche Spoorwegen op 1 januari 1938.
De naam van de maatschappij leeft nog voort in die van het Haagse station Hollands Spoor.

## Museummaterieel
Enkele locomotieven, rijtuigen en goederenwagens afkomstig van de HSM zijn bewaard gebleven in het Nederlands Spoorwegmuseum, bij de Museumstoomtram Hoorn - Medemblik, de Museum Buurtspoorweg en Stoomtrein Goes - Borsele.

## Afbeeldingen

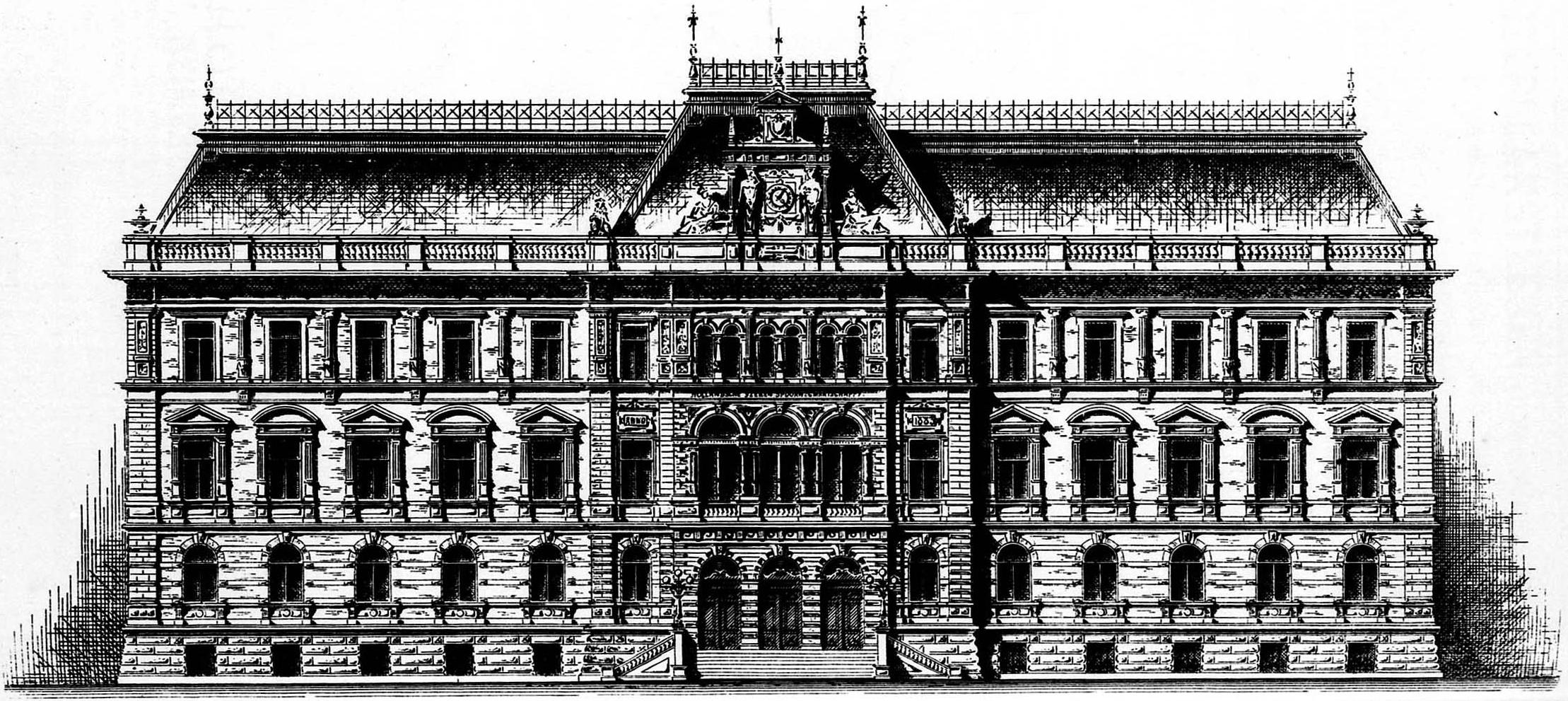
Christiaan Posthumus Meyjes sr. Administratiekantoor van de HIJSM, Droogbak 1, Amsterdam. Afkomstig uit De Opmerker, 18e jaargang, nr. 9 (3 maart 1883).
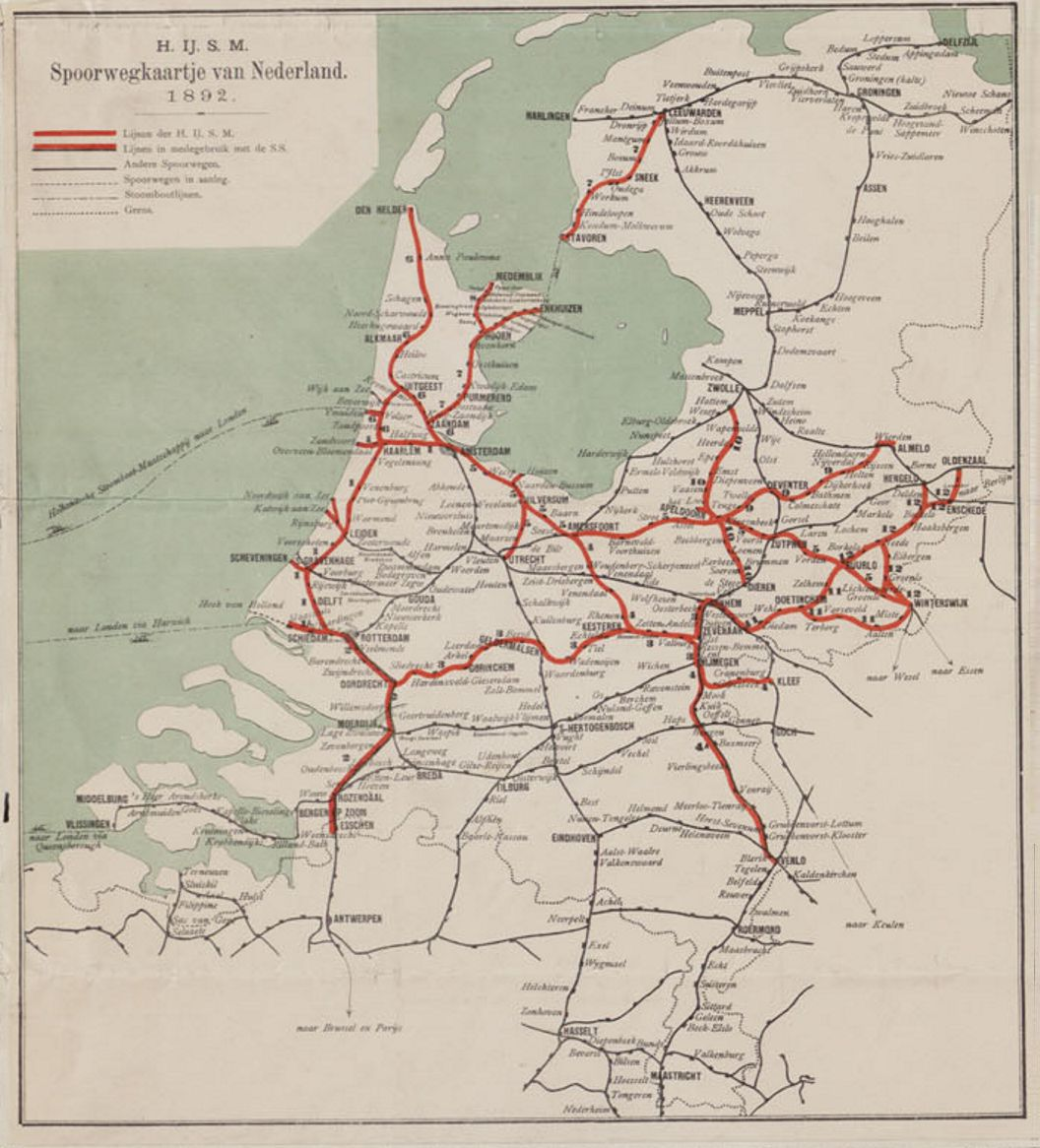
Spoorkaart van het HIJSM-spoornet in 1892.
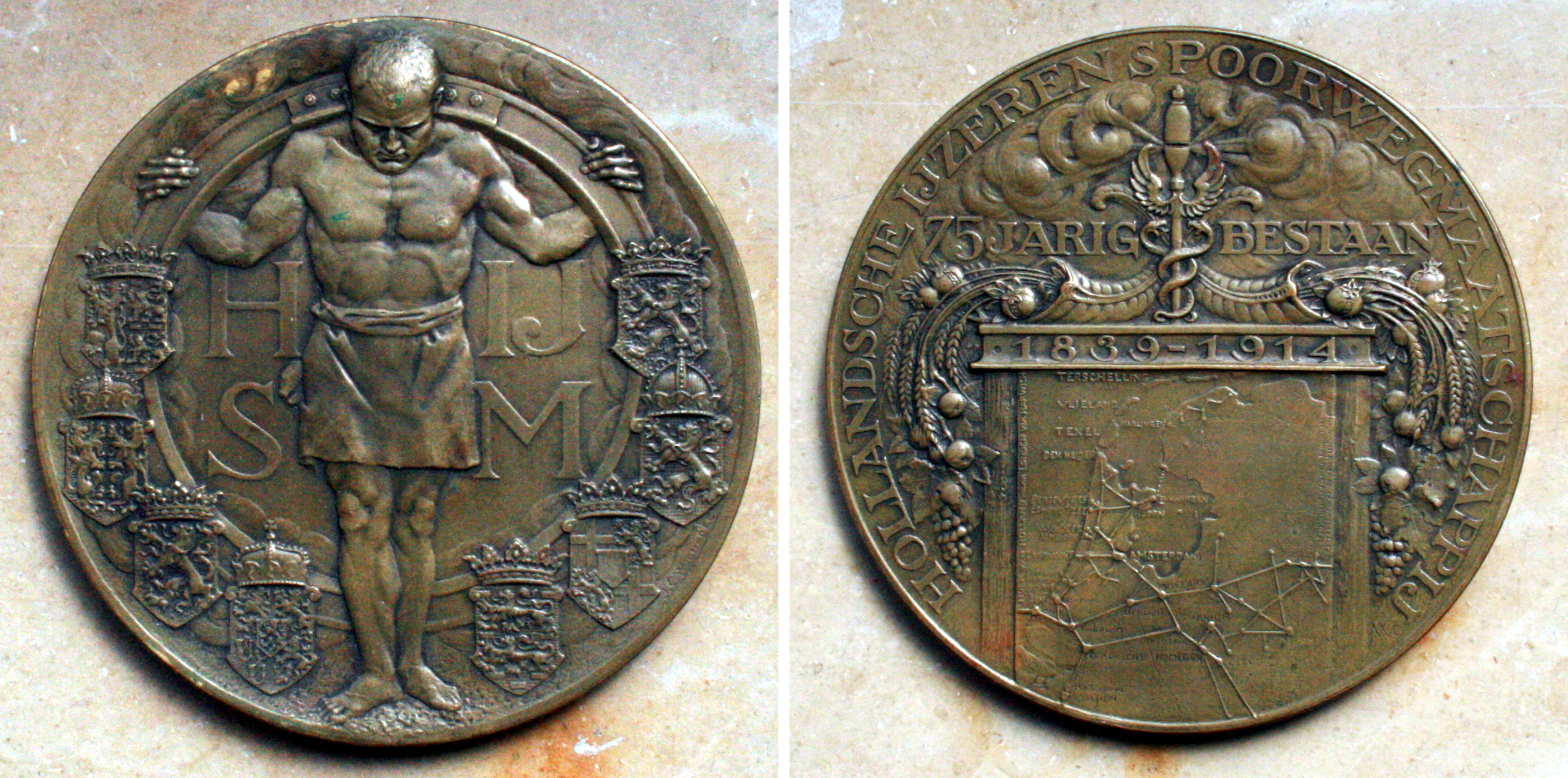
Medaille ter gelegenheid van het 75-jarig bestaan van de HSM (1839-1914).
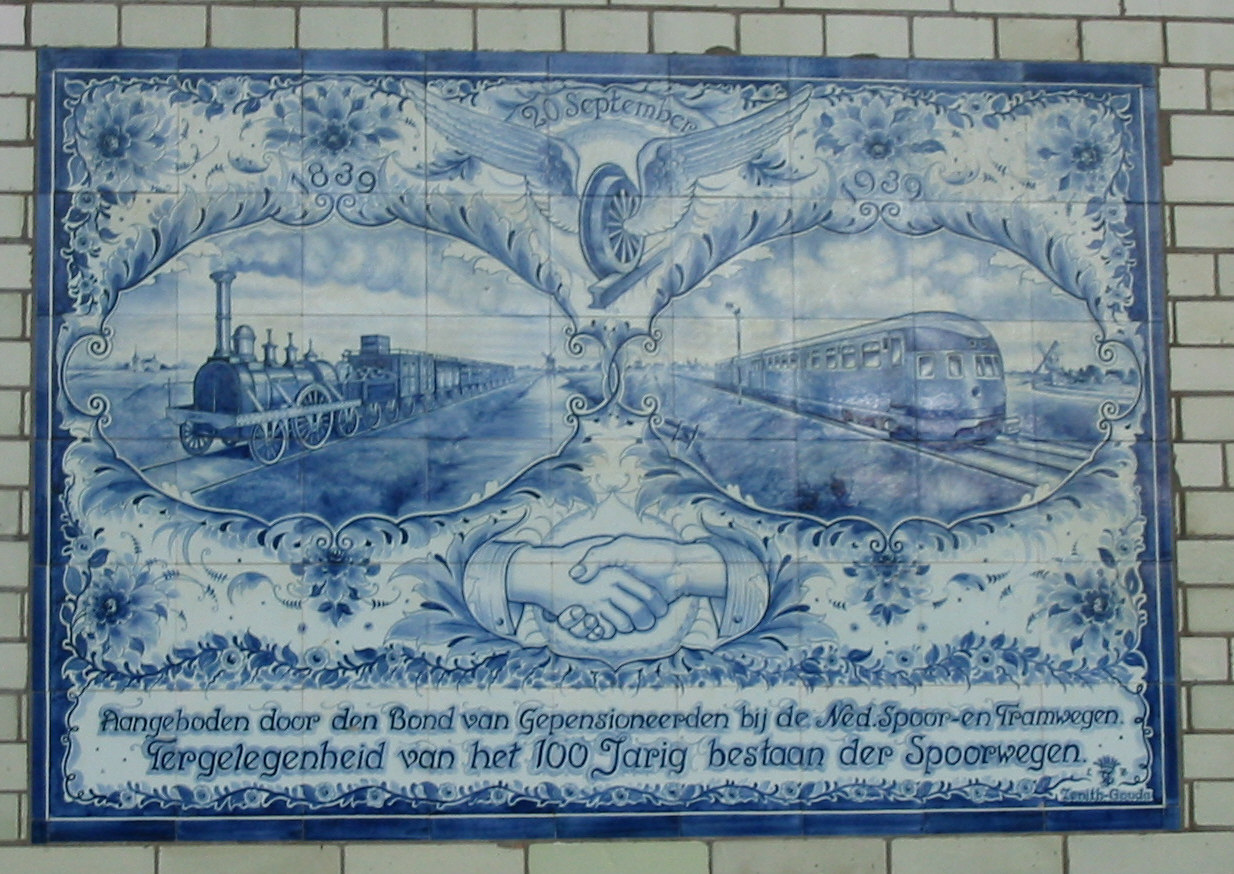
Tegeltableau in Station Haarlem uit 1939 t.g.v. 100 jaar spoorwegen. Links loc De Arend.
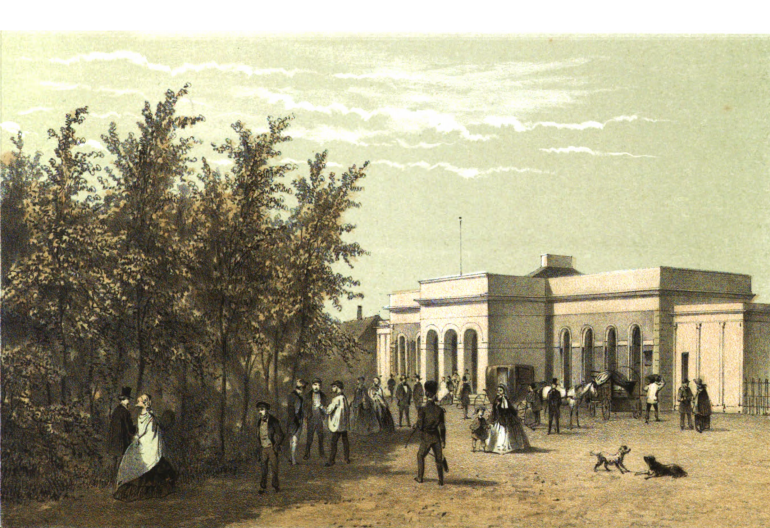
Stationsgebouw HIJSM in Leiden, 1859
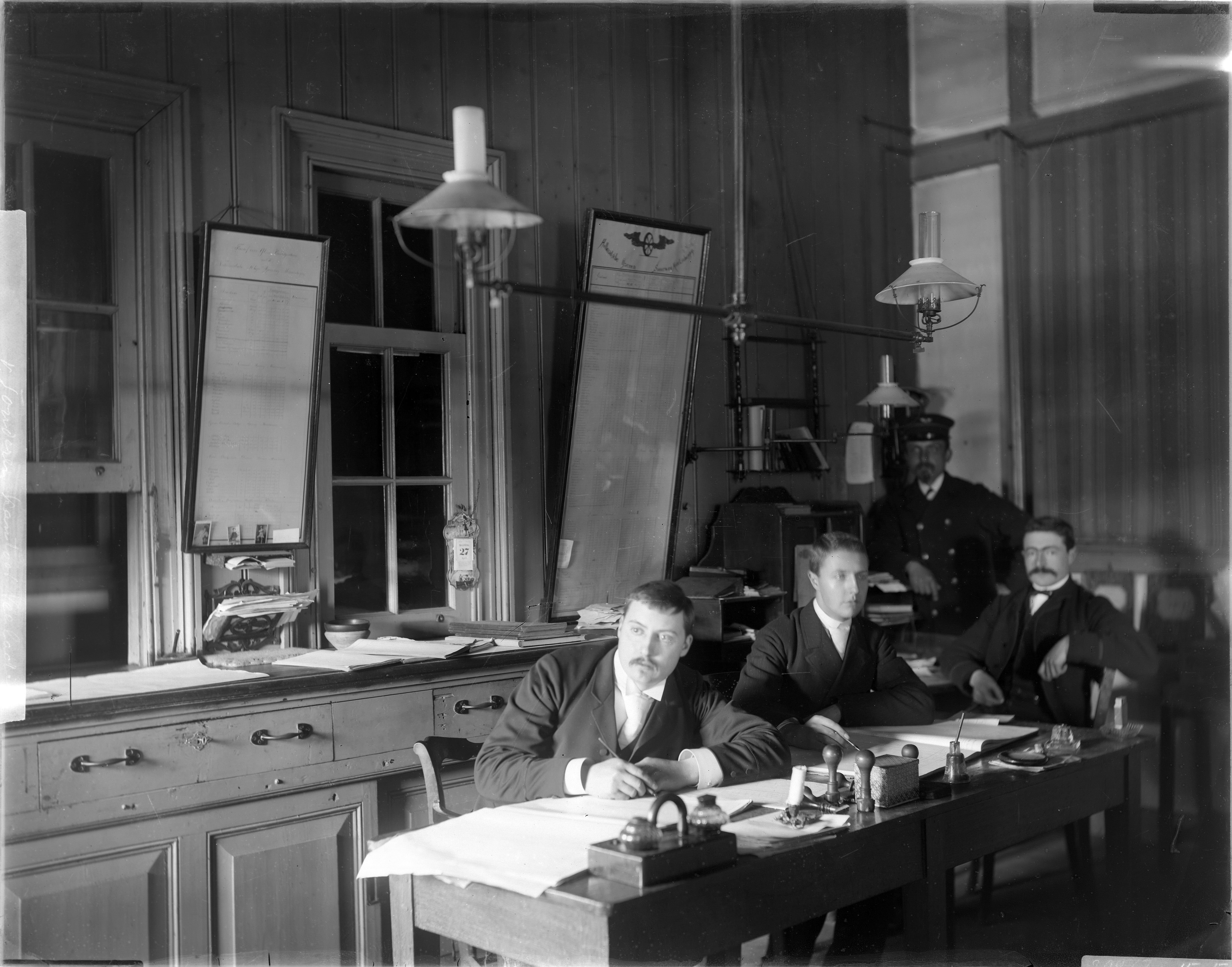
Kantoorpersoneel in het kantoor van de goederenloods van de Hollandsche IJzeren Spoorweg Maatschappij te Leiden; ca. 1885.
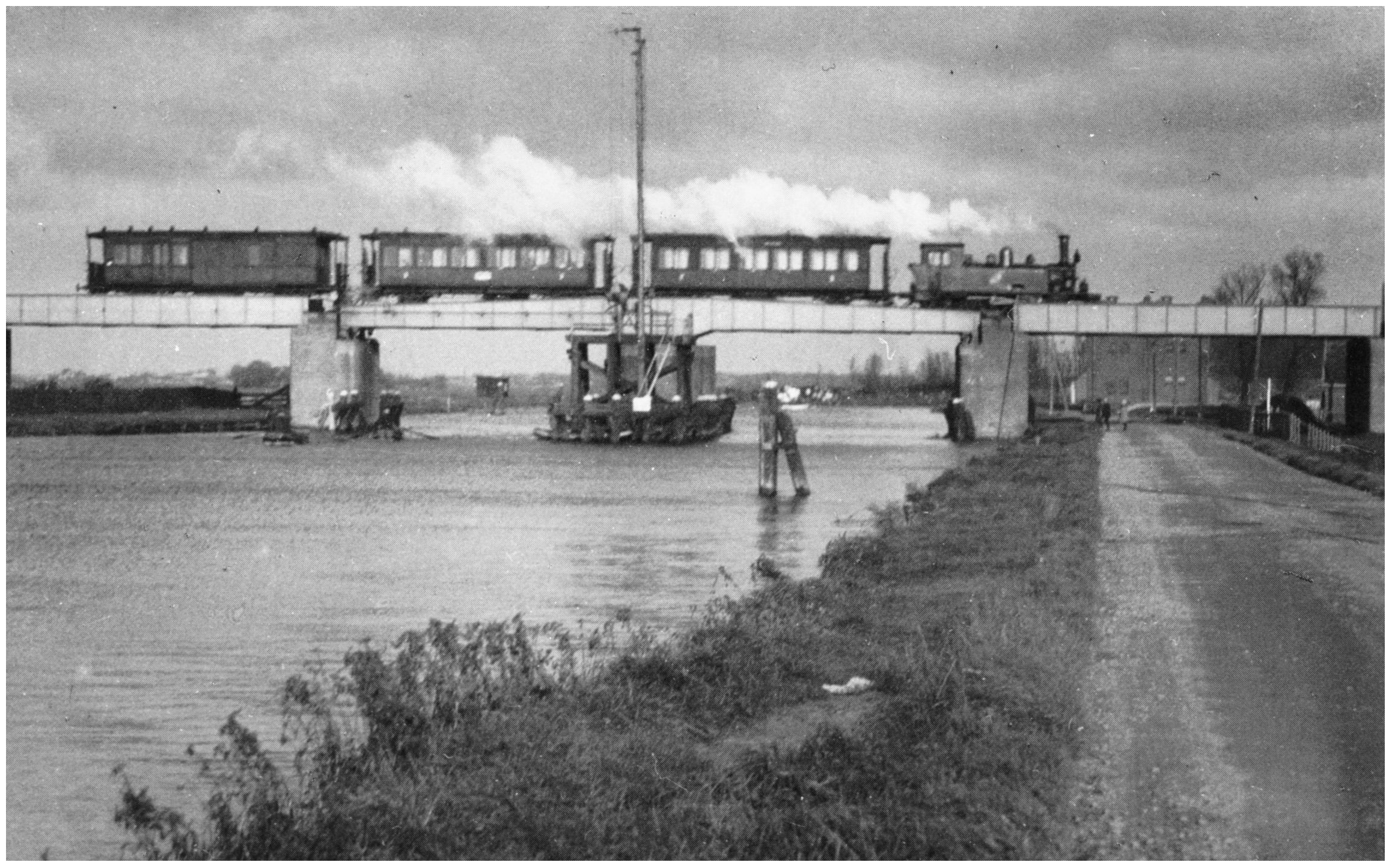
Stoomtrein op de draaibrug over de Zijl bij Leiden, op het HSM-traject Leiden Heerensingel - Hoofddorp, ca. 1930
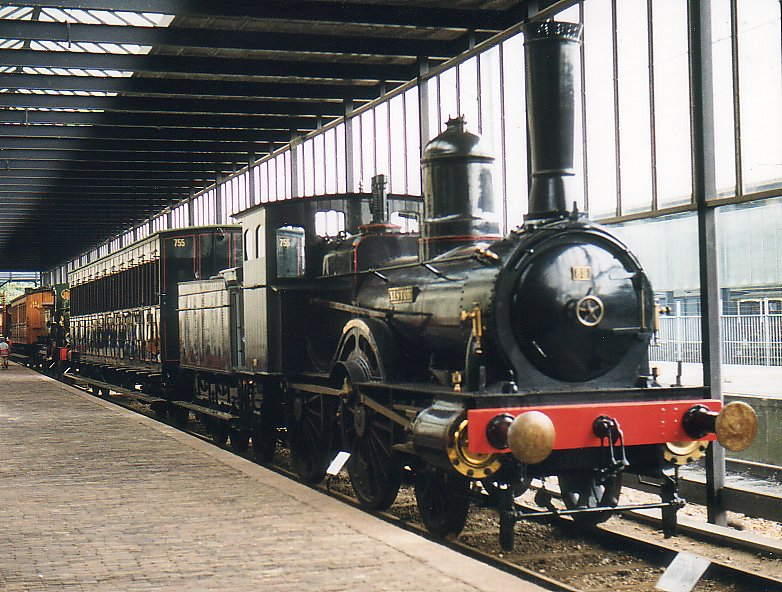
Stoomlocomotief HSM 89 'Nestor' in het Spoorwegmuseum.
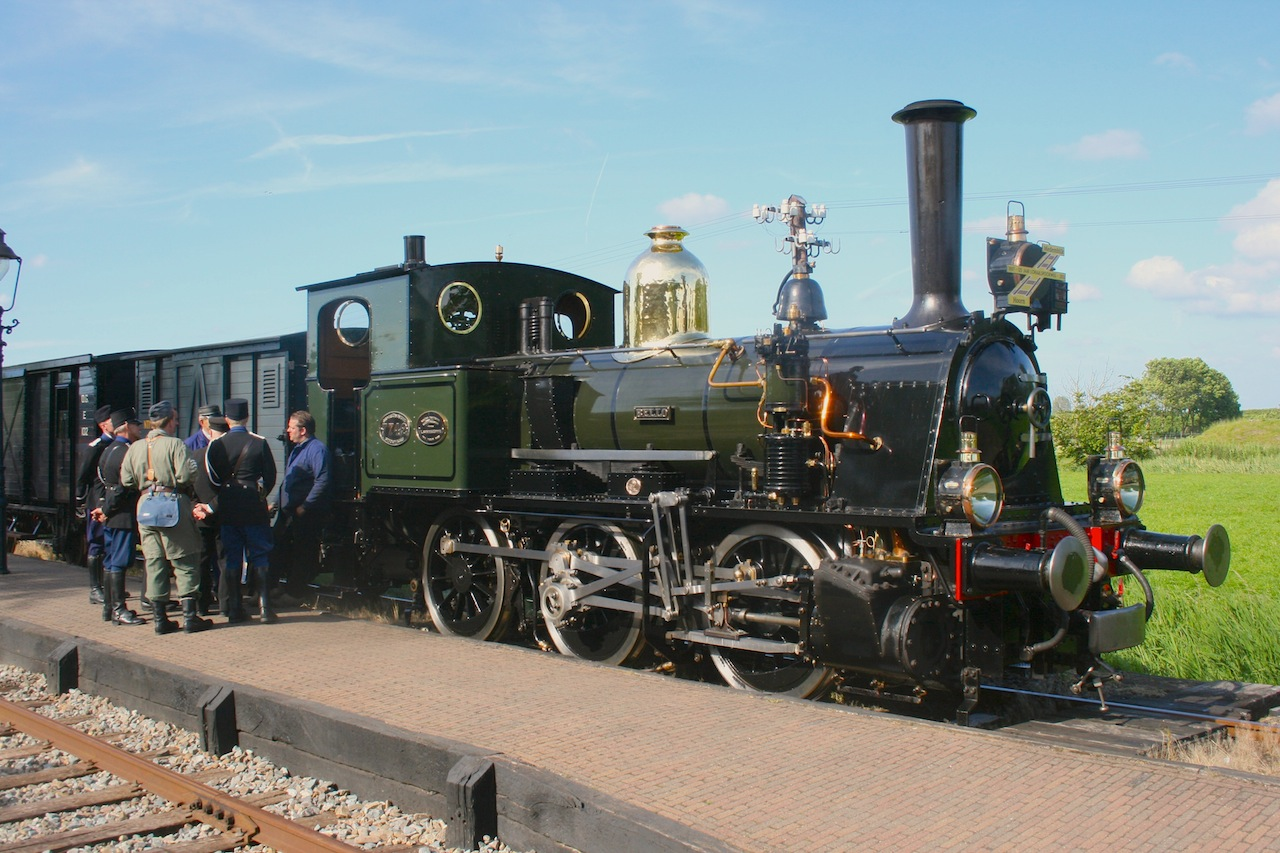
Een nog regelmatig rijdende stoomloc van de vroegere HSM is de 7742 (ex-HSM 1046) bij de Museumstoomtram Hoorn-Medemblik.
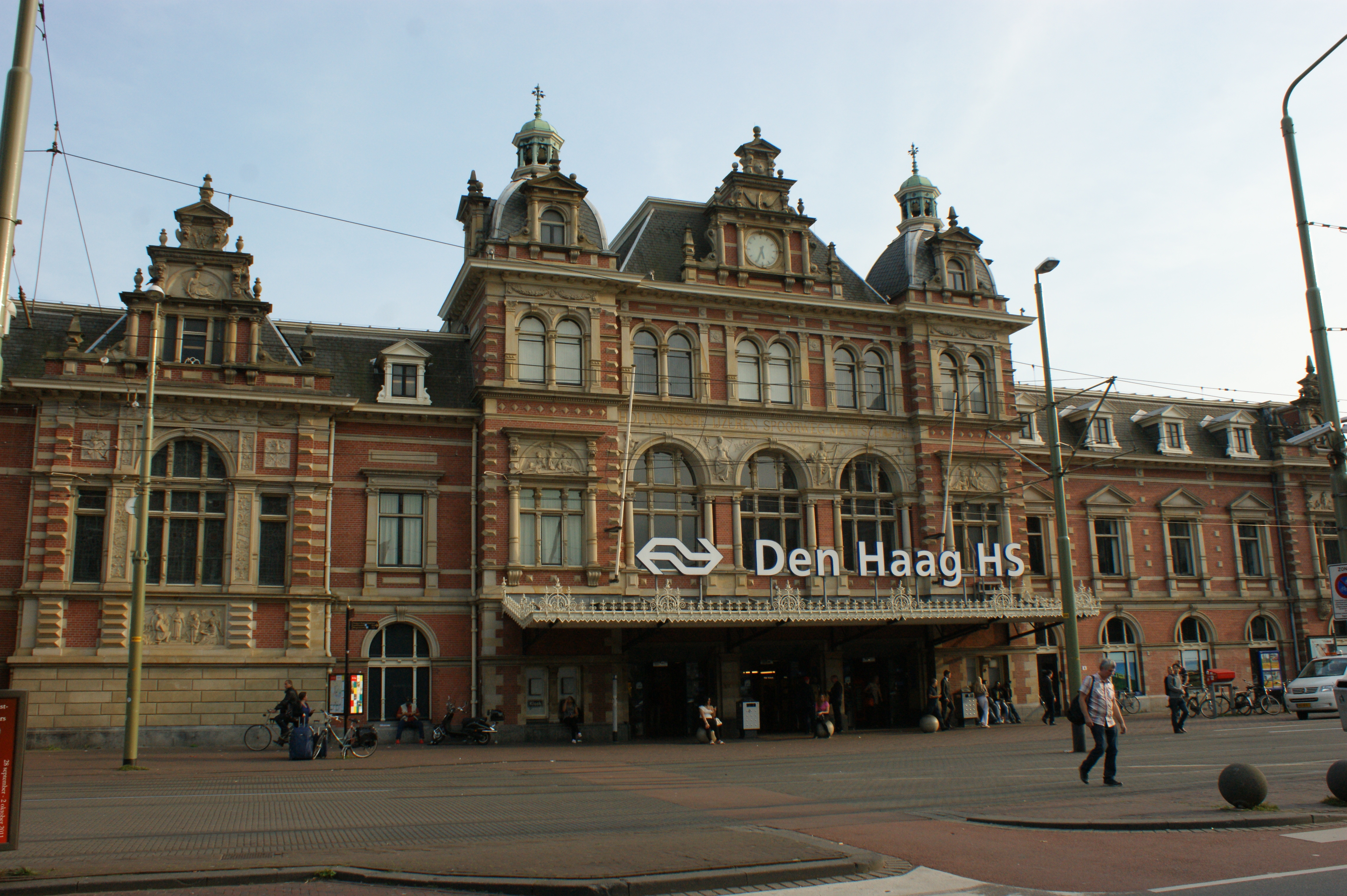
De naam van station Den Haag Hollands Spoor herinnert nog aan de Hollandsche IJzeren Spoorweg-Maatschappij.